# Oreste Orsini
Oreste Orsini (Pescara, 29 settembre 1919 – Roma, 8 giugno 2017) è stato un violoncellista italiano.

## Biografia
Ha cominciato a studiare il violoncello all'età di 9 anni presso il Liceo Musicale di Pescara “Luisa d'Annunzio” (ora Conservatorio) del quale il padre Alfredo Orsini era stato socio fondatore. Ha iniziato a studiare a Pescara con Giuseppe Caminiti, primo violoncello del Teatro Massimo di Palermo, poi con il maestro Enrico Pardini, con il quale si è diplomato nel 1937. Successivamente ha fatto un corso di perfezionamento a Roma con Enrico Mainardi.
A ventiquattro anni, in quanto ufficiale italiano non aderente alla Repubblica Sociale e in seguito all'armistizio dell'8 settembre del 1943, è stato arrestato dai tedeschi a Bolzano (dove si trovava come sottotenente di prima nomina presso il Dep. 232º Rgt. Ftz) e “internato militare” nei seguenti campi di prigionia (lager) in Germania: Könisberg (14.9.1943); Deblin Irena (29.9.1943); Lathen (17.3. 1944); Kleve (11.8.1944): in tale penitenziario è stato deportato poiché aveva opposto rifiuto - in quanto ufficiale – al lavoro obbligatorio; Krefeld (23.8.1944); Bremenwörde-Sandbostel (24.9.1944); Muster; Wietzendorf; Bergen-Belsen; Wietzendorf (sino al settembre 1945)
Iscritto all'Associazione Nazionale Combattenti e Reduci, sezione di Pescara (Pescara, 3 giugno 1950).
Ha ricevuto la Croce al Merito di Guerra per internamento in Germania (Roma, 4 aprile 1969). 
È stato compagno di prigionia di Giuseppe Selmi e Giuseppe Guareschi nei campi di Sandbostel e di Wietzendorf.
Dal 1948 al 1950, è stato Primo Violoncello presso l'Orchestra del Teatro dell'Opera di Lubiana ed ha effettuato concerti solistici e concerti quartettistici per Radio Lubiana. Ha fatto parte del Quartetto di Lubiana (con A. Dermelj, K. Raupel, G. Cappone).
Nel 1952 si è sposato con Grazia Antonelli Cascella, bibliotecaria ed esperta di teatro (figlia dello scrittore Luigi Antonelli e nipote di Basilio Cascella) con la quale ha avuto i due figli Andrea ed Elisabetta.
Dal 1950 al 1954 è stato Primo violoncello dell'Orchestra Sinfonica della Rai di Milano.
Con Gino Casolati (pianoforte), Emilio Molo (violino) Mario Vianello (viola) ha fondato il Quartetto di Milano (con pf.) e ha compiuto attività concertistica dal 1950 al 1954.
Nel 1954 si trasferisce presso l'Orchestra Sinfonica della Rai di Roma.  Fino al 1985 è Primo Violoncello della Rai di Roma.
Ha effettuato attività concertistica presso l'Accademia Filarmonica Romana. È stato membro della Rai String Quartet, del Gruppo Strumentale Romano, del quartetto Pro Arte.
Ha iniziato a insegnare il violoncello nel Conservatorio “Luisa d'Annunzio” di Pescara nel 1945, in sostituzione del maestro Enrico Pardini. Successivamente ha insegnato Quartetto d'archi presso il Conservatorio “Gioacchino Rossini” di Pesaro (1966-68) e Violoncello presso il Conservatorio “Alfredo Casella” dell'Aquila e presso il Conservatorio “Santa Cecilia” di Roma.
È stato intervistato dal fotografo Francesco Zizola e dal giornalista Pietro Veronese in merito alla sua prigionia in Germania e alla sua attività di musicista. 
Il fotografo Vincenzo Cottinelli lo ha fotografato nella sua abitazione romana nel 2015. 
È morto a Roma l'otto giugno del 2017 all'età di novantasette anni.